# Massimo Cavaliere
Massimo Cavaliere (Napoli, 21 novembre 1962) è un ex schermidore italiano, specializzato nella sciabola. Ha vinto una medaglia di bronzo nella scherma ai Giochi olimpici.
È il padre dello schermidore Dario Cavaliere.

## Palmarès
In carriera ha conseguito i seguenti risultati:
 Giochi olimpici 
Individuale
A squadre
- Bronzo nella sciabola a Seul 1988

 Universiadi 
Individuale
A squadre
- Argento nella sciabola a Edmonton 1983
- Bronzo nella sciabola a Kōbe 1985
- Bronzo nella sciabola a Zagabria 1987

 Giochi del Mediterraneo 
Individuale
- 5º classificato nella sciabola a Casablanca 1983

 Campionati italiani 
Individuale
A squadre
- Oro nella sciabola nel 1982
- Oro nella sciabola a Torino 1983
- Oro nella sciabola nel 1984
- Oro nella sciabola nel 1985
- Oro nella sciabola nel 1986
- Oro nella sciabola a Genova 1987
- Oro nella sciabola nel 1988
- Oro nella sciabola a Foggia 1989
- Oro nella sciabola nel 1990
- Oro nella sciabola a Mazara Del Vallo 1991

 Altri risultati 
Mondiali giovanili
Individuale
- Argento nella sciabola a Losanna 1981
- 5º classificato nella sciabola a Buenos Aires 1982
- 7º classificato nella sciabola a Venezia 1980

A squadre
Campionato Italiano di categoria - 1979: medaglia d'oro
Campionato Italiano di categoria - 1980: medaglia d'oro
Campionato Italiano di categoria - 1981: medaglia d'oro
Campionato Italiano di categoria - 1982: medaglia d'oro
Coppa dei Campioni (F.F.O.O.) Polizia di Stato - Budapest 1987: medaglia d'oro a squadre
Nel 1985 5º posto nella sciabola a squadre assieme a Angelo Arcidiacono, Massimo Cavaliere, Gianfranco Dalla Barba e Marco Marin.
Nel 1986 7º posto nella sciabola a squadre assieme a Angelo Arcidiacono, Massimo Cavaliere, Gianfranco Dalla Barba e Marco Marin.